# 热尔曼维尔
热尔曼维尔（法語：Germainville，法語發音：[ʒɛʁmɛ̃vil]）是法国厄尔-卢瓦省的一个市镇，属于德勒区。

## 地理
热尔曼维尔（48°44'30"N, 1°28'55"E）面积8.67 平方千米，位于法国中央-卢瓦尔河谷大区厄尔-卢瓦省，该省份为法国北部内陆省份，北起顺时针与厄尔省、伊夫林省、埃松省、卢瓦雷省、卢瓦-谢尔省、萨尔特省和奧恩省接壤。
与热尔曼维尔接壤的市镇（或旧市镇、城区）包括：塞尔维尔、谢里西。

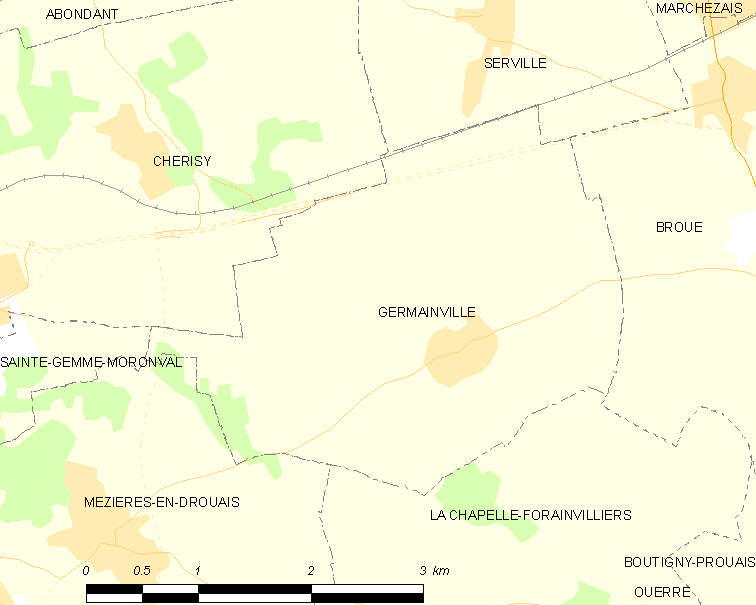
热尔曼维尔的OSM定位图

热尔曼维尔的时区为UTC+01:00、UTC+02:00（夏令时）。

## 行政
热尔曼维尔的邮政编码为28500，INSEE市镇编码为28178。

## 政治
热尔曼维尔所属的省级选区为阿内特县。

## 人口

1962-2008年间热尔曼维尔人口变化图示

热尔曼维尔于2022年1月1日时的人口数量为345人。